# Narciso Soldan
Narciso Soldan (Nervesa della Battaglia, 1927. december 11. – Conegliano, 1987. július 30.) olasz labdarúgó, kapus, edző.

## Pályafutása

### Játékosként
1947 és 1949 között a Vittorio Veneto, 1949 és 1951 között az Internazionale, 1951 és 1953 között a Catania, 1953–54-ben a Torino, 1954 és 1956 között a Triestina, 1956 és 1959 között az AC Milan kapusa volt. A Milannal két olasz bajnoki címet nyert. Tagja volt az 1957–58-as idényben BEK-döntős csapatnak. 1959 és 1961 között a Torino labdarúgója volt, ahol az 1959–60-as idényben bajnoki címet szerzett a másodosztályban (Serie B). 1961–62-ben a Treviso játékosaként fejezte be az aktív játékot.

### Edzőként
1964 és 1973 között ifjúsági csapatokat edzett (San Martino di Conegliano, Vittorio Veneto, CS Coneglianese, Belluno). 1973 és 1978 között az AC Conegliano, 1978–79-ben a Portogruaro, 1979 és 1981 között a Belluno vezetőedzőjeként tevékenykedett. 1981 és 1986 között az Udinese kapusedző volt.

## Sikerei, díjai
AC Milan
- Olasz bajnokság (Serie A)
  - bajnok (2): 1956–57, 1958–59
- Bajnokcsapatok Európa-kupája (BEK)
  - döntős: 1957–58

 Torino
- Olasz bajnokság – másodosztály (Serie B)
  - bajnok: 1959–60